# Ceny české filmové kritiky 2019
Ceny české filmové kritiky 2019 je desátý ročník Cen české filmové kritiky.

## Ceny a nominace

### Nejlepší film
- Staříci
- Vlastníci
- Nabarvené ptáče

### Nejlepší dokument
- Dálava – Martin Mareček
- Komunismus a síť aneb Konec zastupitelské demokracie – Karel Vachek
- Sólo – Artemio Benki

### Nejlepší režie
- Staříci – Martin Dušek, Ondřej Provazník
- Vlastníci – Jiří Havelka
- Nabarvené ptáče – Václav Marhoul

### Nejlepší scénář
- Vlastníci – Jiří Havelka
- Karel, já a ty – Bohdan Karásek
- Staříci – Martin Dušek, Ondřej Provazník

### Nejlepší ženský herecký výkon
- Vlastníci – Tereza Ramba
- Karel, já a ty – Jenovéfa Boková
- Tiché doteky – Eliška Křenková

### Nejlepší mužský herecký výkon
- Staříci – Jiří Schmitzer
- Na střeše – Alois Švehlík
- Staříci – Ladislav Mrkvička

### Audiovizuální počin
- Nabarvené ptáče – Vladimír Smutný (kamera)
- Nabarvené ptáče – Jan Vlasák (výprava)
- Tiché doteky – Gregg Telussa (kamera)

### Mimo kino
- Dcera – Daria Kashcheeva
- Most! – Jan Prušinovský, Petr Kolečko
- Bez vědomí – Ivan Zachariáš, Ondřej Gabriel

### Cena Innogy – Objev roku
- Bohdan Karásek – Karel, já a ty
- Jiří Havelka – Vlastníci
- Daria Kashcheeva – Dcera

### Nejlepší film třicetiletí
- Kolja, režie Jan Svěrák[1]